# Sors (képregény)
Sors, más néven Irene Adler egy kitalált szereplő a Marvel Comics képregényekben. A Uncanny X-Men #141. ik számában tűnt fel (1981. január); és a #225.ik részben elhunyt. Megalkotói Chris Claremont és John Byrne.

## Különleges képességei
Sors pszionikus sajátossága, hogy képes előre érzékelni a jövő eseményeit. Bár vak, elméje audiovizuálisan jeleníti meg a legvalószínűbb alternatív jövőket. Ha pihenteti e képességét, a tudatát valósággal elárasztják az egymást átfedő látomások.
Mikor koncentrál képes csak a legvalószínűbb alternatív jövőkre figyelni. Az egytől 15 másodpercnyi távolban levő alternatív jövőket kényelmesen vizsgálja, de minél nagyobb az időbeli távolság, annál nagyobb a lehetséges jövők száma.
Ezért, bár a 10 másodpercnyire levő vagy közelebbi események megjóslásában az esetek 97%-ában nem téved, az időtényezők növekedésével eredményessége csökken. E bizonytalanság ellenére hosszú távú észlelései is hasznosak, mert segítenek felfedezni olyan véletlen tényezőket, melyek megzavarhatnák saját, vagy partnerei terveinek megvalósítását. Minél valószínűbb, hogy egy bizonyos alternatív jövő megvalósul, annál tisztább kép rajzolódik ki róla Sors elméjében. A kevésbé valószínű alternatív jövők ködösnek és zavarosnak látszanak. Ha teljesen megnyitja jövőbe látó érzékeit „látja” miként váltakoznak az egymást követő és átfedő képek, a valószínűségek változása és a távolabbi jövő eseményeinek jelen felé közeledése eredményeképpen. Amennyiben aktívan részt vesz a körülötte zajló eseményekben Sors segíthet a valószínűséget a kívánt irányba mozdítani.
Jövőbelátó képességei arra a térre korlátozódnak, amelyben tartózkodik. Ezért Sors nem képes olyan események vizsgálatára, amelyek a Föld másik oldalán, vagy tartózkodási helyétől akár csak egy kilométerre is esnek.